# Onitsha

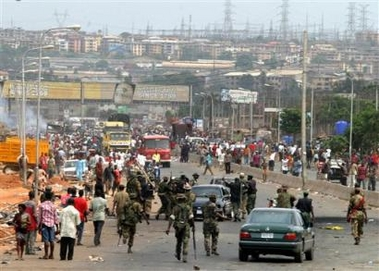
Stadtzentrum

Onitsha ist eine Stadt im Bundesstaat Anambra in Nigeria mit 1,285 Millionen Einwohnern (2018). Die Stadt liegt am Fluss Niger in der Nähe von Enugu im Süden von Nigeria.

## Geschichte
Onitsha ist im 16. Jahrhundert von Immigranten aus dem Königreich Benin und aus dem Niger-Delta unter dem Namen Ado N’Idu gegründet worden und wurde später Hauptstadt des Reiches der Igbo. 1857 errichtete Großbritannien eine Handelsniederlassung in dem Ort. 1884 kam Onitsha unter britische Kolonialherrschaft. Seit 1960 gehört die Stadt zum unabhängigen Staat Nigeria. Heute ist die Stadt Residenz des Obi von Onitsha, eines Häuptlings vom Volk der Igbo, und mit der Cathedral Basilica of the Most Holy Trinity Sitz des römisch-katholischen Erzbischofs im Erzbistum Onitsha.
Bevölkerungsentwicklung der Stadt (ohne Agglomeration) laut UN
| Jahr | Einwohnerzahl |
| ---- | ------------- |
| 1950 | 74.000        |
| 1960 | 129.000       |
| 1970 | 195.000       |
| 1980 | 257.000       |
| 1990 | 337.000       |
| 2000 | 533.000       |
| 2010 | 869.000       |
| 2020 | 1.415.000     |

## Wirtschaft
Onitsha ist ein wichtiges Industrie- und Handelszentrum der Region. Die Stadt treibt Handel mit Obst, Gemüse, Palmerzeugnissen, Mais und Nüssen. Industrielle Erzeugnisse in Onitsha sind unter anderem Erdölprodukte, Textilien, Autoreifen und Nägel. In einer Studie der Weltgesundheitsorganisation aus dem Jahre 2016 hatte Onitsha die weltweit größte Luftverschmutzung mit Feinstaub (PM10).

## Verkehr

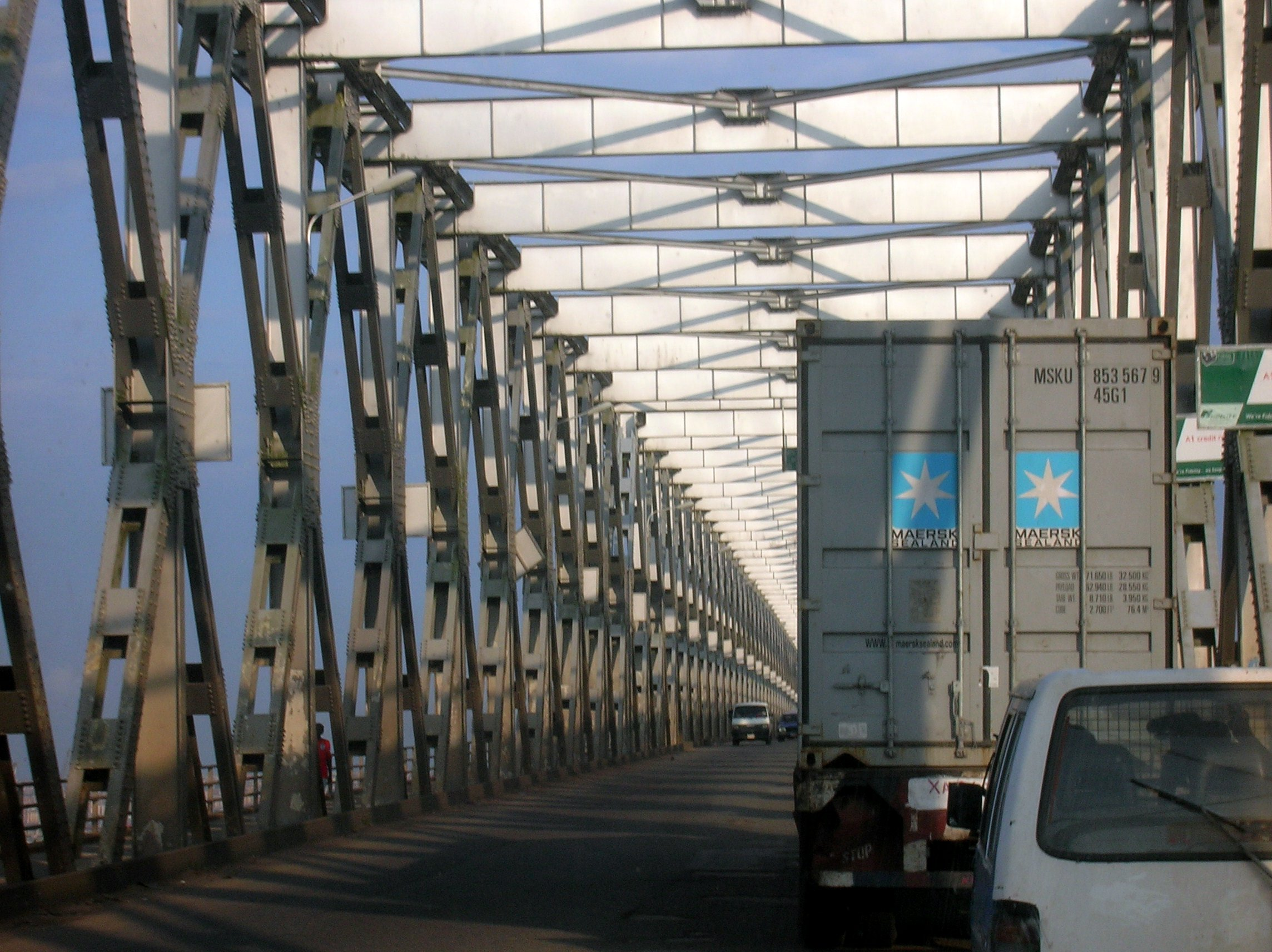
Die Brücke über den Niger nach Onitsha

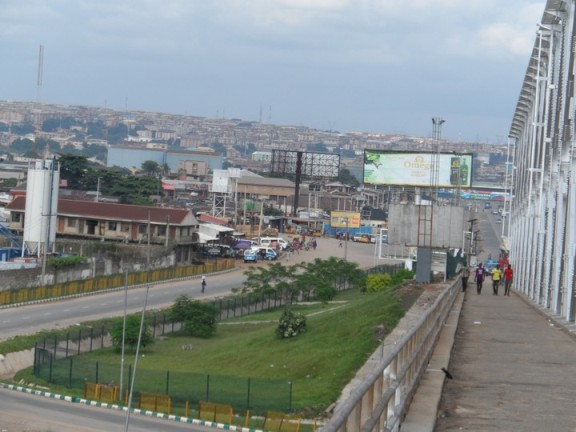
Onitsha

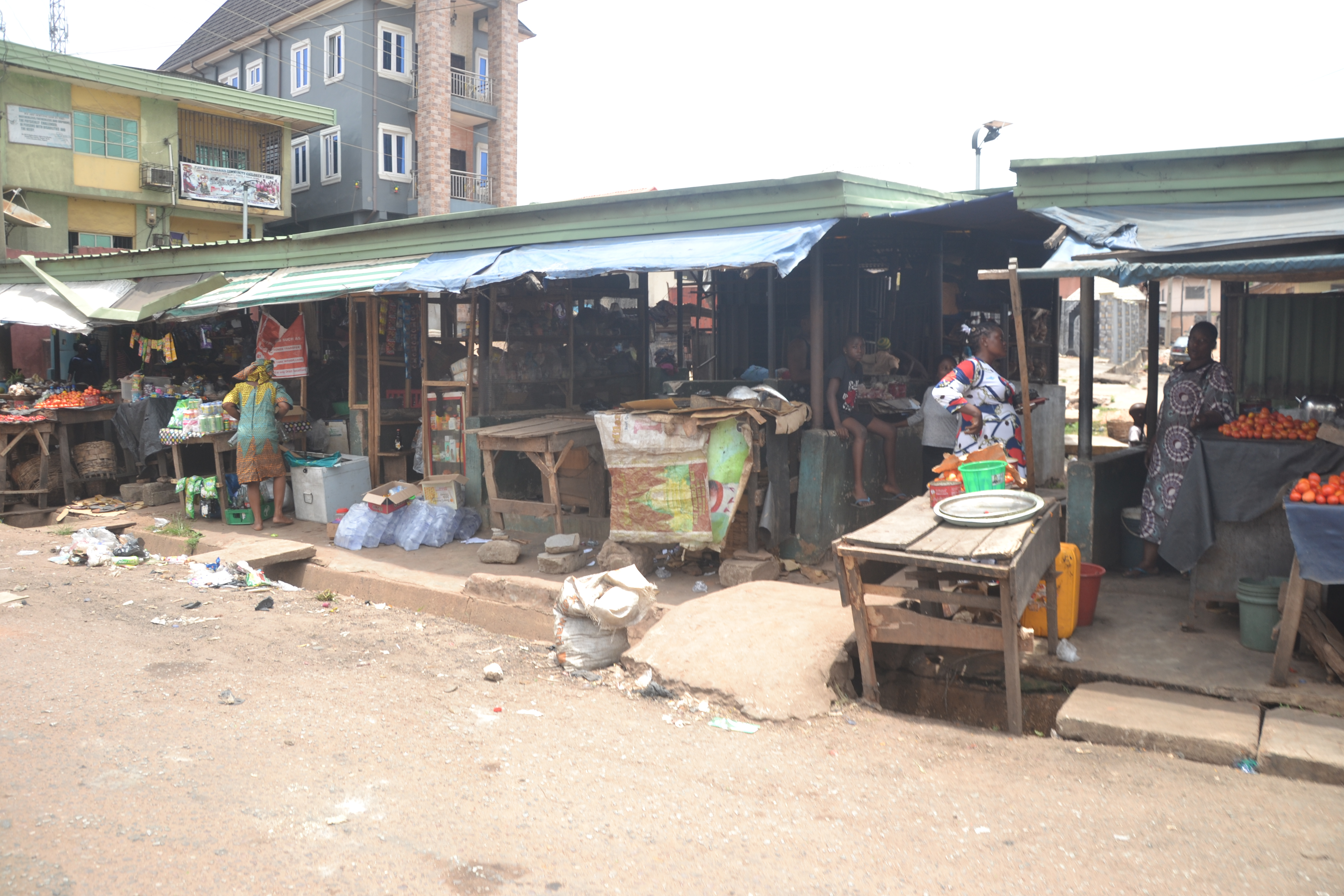
Markt in Onitsha

Onitsha besitzt eine Brücke über den Niger, was die Stadt zu einem bedeutenden Straßenverkehrsknotenpunkt macht. Die Zweite Nigerbrücke bei Onitsha ist im Bau. Der Fluss verbindet Onitsha mit den Häfen von Port Harcourt im Bundesstaat Rivers und Bururu und Warri im Bundesstaat Delta.

## Söhne und Töchter der Stadt
- John of the Cross Anyogu (1898–1967), Weihbischof in Onitsha und erster Bischof von Enugu
- Valerian Okeke (* 1953), Erzbischof von Onitsha
- Innocent Egbunike (* 1961), Sprinter
- Peter Obi (* 1961), Geschäftsmann und Politiker
- Francis Obikwelu (* 1978), nigerianisch-portugiesischer Sprinter
- Austin Ejide (* 1984), Fußballnationalspieler
- Greg Nwokolo (* 1986), indonesisch-nigerianischer Fußballspieler
- Amaka Ogoegbunam (* 1990), Leichtathletin
- Henry Onyekuru (* 1997), Fußballnationalspieler
- Salwa Eid Naser (* 1998), bahrainische Sprinterin